# Steinkiste im Sortehøj
Die Steinkiste im Sortehøj lag nahe dem Weiler Øster Skårup in der Gemeinde Nors (Thy) in der Thisted Kommune in Thy im Norden von Jütland in Dänemark.
Im Jahre 1875 besuchte Conrad Engelhardt (1825–1881) die Gemeinde Nors und beschrieb den runden Grabhügel als erster. 1912 besuchte Knud Friis Johansen (1887–1971) Nors und beschrieb den aus der jüngeren Stein- oder älteren Bronzezeit stammenden Sortehøj als immer noch sehr ansehnlich.
Die Ausgrabung erfolgte 1897 durch Andreas Peter Madsen (1822–1911). In der Mitte des Hügels lag eine rechteckige West-Ost orientierte Steinkiste aus der älteren Bronzezeit, Periode III (etwa 1300–1100 v. Chr.), mit einer Länge von 1,68 m, einer Breite von 0,4 m und einer Höhe von 0,3 m. Sie bestand aus vier Steinen an jeder Langseite und einem Stein an den kurzen Enden. Die Kiste war mit vier Steinen bedeckt. Auf dem Boden lagen verbrannte Knochen und darauf ein Bronzeschwert mit Griff. Die Klinge steckte in einer Scheide  aus Holz und Leder. Nahe der nach Osten gerichteten Schwertspitze befand sich ein bronzener Beschlag. Im südöstlichen Teil stand ein leeres Gefäß.
Eine viel kleinere Steinkiste mit Schwert wurde in Smerup auf Thyholm gefunden.